# ひるまにあん
『ひるまにあん』は、2009年（平成21年）4月4日から2010年（平成22年）3月27日までの毎週土曜正午に、東日本放送をはじめとする東北地方のテレビ朝日系列6局をブロックネットで生放送されていた情報番組である。

## 概要
- 「ひるまにあん」とは土曜の昼どきにテレビの前に集まるマニアという意味である。
- セットは昭和30年代の家庭の軒先をイメージ。テレビは14インチ型（1958年製）を引き伸ばしたものである。
- セットの奥のほうには、6局のマスコット（ドキタン、ゴエティー、ぐりり、ミーチュー、みるるん、ときまる）、そして楽天イーグルスのマスコット、クラッチのぬいぐるみが揃って置かれている。番組が東北6局共同制作および東北全域ネットである、要は東北の番組だという事を表している。
- 特集の中では、韓国や宮崎県・神奈川県でのロケなど、東北とは関係のない企画も放送されていた。
- またイーグルスの親会社の事業である楽天市場の中で、東北に拠点を持ち東北の物を扱うショップの商品が視聴者にプレゼントされていた。
- 全国高等学校野球選手権大会の地方大会がある週は放送休止（2009年7月19日・25日）。
- 東北6県での地上アナログ放送における最後のブロックネット番組となった[1]。

## 主なコーナー
ラーメン特集
不定期だが、記念すべき第一回から続く特集。最近（2010年1月）では福島のラーメンが取り上げられた。
ローカル線の旅
タレントのパンチ佐藤が、東北6県のローカル鉄道線に乗って旅する企画。その場でサイコロを振り、出た数だけ先の駅に行く。
取り上げられたローカル線
- 弘南鉄道弘南線
- 由利高原鉄道鳥海山ろく線
- 福島交通飯坂線
- 山形鉄道
- 三陸鉄道北リアス線

何でもアリの6分間
イベント情報の伝達やお知らせなどをするコーナー。過去には、お知らせが無い場合に若手お笑い芸人が芸を披露することもあった。
キンコンカン
主に学校紹介に当たるコーナー
おのぼりあん
東北地方から首都圏に上京した人たちを追った特集。

### その他
お茶の時間
メール紹介。読まれた人には、番組特製の携帯ストラップを進呈していた。
プレゼント抽選会
メール・ファックスから抽選し、1名に電話で当選を知らせた。

## 出演者

### 司会
- 本間秋彦
- 佐藤千晶（当時東日本放送アナウンサー）

### 各コーナー出演
- チェリブロ（特集） ZUN所属
- やまもとまさみ（おのぼりあん） マセキ芸能社所属
- なっちゃん（お茶の時間、特集） 仙台SOS所属
- 岩崎心平（何でもありの6分間）東日本放送アナウンサー
- 島田周彦（ハンプティダンプティ）（何でもアリの6分間） ティーライズ所属
- だいち（ハンプティダンプティ）（特集） ティーライズ所属
- イサバのカッチャ（特集）シグマセブン所属
- パンチ佐藤（ローカル線の旅）
- 渡辺徹（特集）
- 斉藤光子（特集）
- 山口祥未（特集）

### 系列局担当アナウンサー
- 青森朝日放送：坂本佳子
- 岩手朝日テレビ：杉山藍（2009年まで）→藤原規衣（2010年から）
- 秋田朝日放送：手島千尋
- 山形テレビ：高橋聡美
- 福島放送：坂本洋子

### ゲスト
- DJ KAORI（2009年6月20日）
- 楽天イーグルスの選手（岩隈[2]、鉄平、山﨑[3] 選手など）（2009年12月から）

## その他
- 2009年5月2日の「KHBフリーマーケット」で初の番組イベントを行った。